# Soberano Jr.
Soberano Jr. (spanska för "Den suveräne".), född 12 augusti 1993, är en mexikansk luchador (fribrottare) och kläddesigner från Torreón i Coahuila de Zaragoza i norra Mexiko, känd från Consejo Mundial de Lucha Libre. Soberano brottas som en tecnico eller babyface det vill säga en god karaktär. 
Soberano är en tredje generationens fribrottare, och som många andra mexikanska fribrottare uppträder han under en mask, enligt Lucha libres traditioner och hans riktiga namn är inte känt av allmänheten. Soberanos far, Euforia (som tidigare hade namnet Soberano Jr.), brottas också i CMLL. Soberanos mask är inspirerad av hans äldre släktingars masker.
Soberano Jr. bor numera i Coyoacán i Mexico City och där han under Coronaviruspandemin 2019-2021 ägnat sig mer åt klädförsäljning samtidigt som han rehabiliterar en knäskada.

## Karriär

### Tidiga år
Soberano tränades av sin far, Euforia och sin farfar, den ursprunglige Soberano.
Soberano debuterade som professionell fribrottare i december 2007 när han var 14 år gammal under namnet El Nieto de Soberano ("Soberanos barnbarn"). Han brottades i små oberoende förbund innan han skrev kontrakt med CMLL år 2010.

### Consejo Mundial de Lucha Libre, 2010–
2010 var han med i Consejo Mundial de Lucha Libres årliga bodybuildingtävling och blev trea i juniorklassen. Men det dröjde till sex månader senare, 2011, innan han gjorde sin debut i ringen.
Soberano Jr. vann turneringen Sangre Nueva 2013.
Han deltog även i Gran Alternativa turneringen 2013. I Gran Alternativa paras en mer erfaren brottare ihop med en yngre och de två tävlar i lag mot andra lag. Soberano parades ihop med La Sombra och de två slog ut Herodes Jr. och Damián el Terrible i första omgången, och Sensei och Rush i andra, innan de blev utslagna i tredje omgången av Bobby Zavala och Rey Escorpión som sedermera gick vidare till finalen.
Den 7 april 2013 brottades Soberano Jr. på sitt första pay-per-view-evenemang, nämligen 70-årsjubileet för Arena Coliseo i Mexico City.
Även 2014 deltog Soberano Jr. i Gran Alternativa. Tillsammans med Volador Jr. gick de vidare till final i turneringen, men förlorade denna mot Mr. Niebla och Barbaro Cavernario. 

### Familj
Soberano Jr. är son till Euforia som i sin tur är son till den ursprungliga El Soberano, Pablo Moreno Román. Pablo Moreno Román fick minst en annan son, som kallar sig för El Hijo de Soberano och är Euforias bror och således Soberano Jr.s farbror. 
Soberanos farfar, Pablo Moreno Román avled den 25 april 2009.